# أماندا وليامز
أماندا وليامز (بالإنجليزية: Amanda Williams)‏ هي قاضية ومحامية أمريكية، ولدت في 12 ديسمبر 1946 في ألباني في الولايات المتحدة.